# Todo ska-p
TODO Ska-P es el álbum recopilatorio de las mejores canciones del grupo español de ska punk "Ska-P", publicado el 12 de marzo de 2013. Apareció en varias versiones.

## Canciones
| CD recopilatorio |                                                                             |          |  |
| N.º              | Título                                                                      | Duración |  |
| 1.               | «Cannabis» (El vals del obrero)                                             | 4:25     |  |
| 2.               | «Sexo y religión» (El vals del obrero)                                      | 3:31     |  |
| 3.               | «El vals del obrero» (El vals del obrero)                                   | 4:38     |  |
| 4.               | «España va bien» (Eurosis)                                                  | 4:53     |  |
| 5.               | «Niño Soldado» (¡¡Que corra la voz!!)                                       | 3:41     |  |
| 6.               | «A la mierda» (Planeta Eskoria)                                             | 3:54     |  |
| 7.               | «Crimen Sollicitationis» (Lágrimas y gozos)                                 | 4:51     |  |
| 8.               | «Vergüenza» (Planeta Eskoria)                                               | 3:52     |  |
| 9.               | «Romero el madero» (El vals del obrero)                                     | 3:21     |  |
| 10.              | «Simpático holgazán» (Eurosis)                                              | 4:06     |  |
| 11.              | «Mis colegas» (¡¡Que corra la voz!!)                                        | 4:12     |  |
| 12.              | «El Libertador» (Lágrimas y gozos)                                          | 4:35     |  |
| 13.              | «Tío Sam» (Planeta Eskoria)                                                 | 4:22     |  |
| 14.              | «El Gato López (Directo)» (Incontrolable; originalmente El vals del obrero) | 2:45     |  |
| 15.              | «La colmena» (Lágrimas y gozos)                                             | 4:23     |  |
| 16.              | «Paramilitar» (Eurosis)                                                     | 3:57     |  |
| 17.              | «Intifada» (¡¡Que corra la voz!!)                                           | 3:34     |  |
| 18.              | «Juan Sin Tierra» (Eurosis)                                                 | 2:58     |  |
| 19.              | «Wild Spain» (Lágrimas y gozos)                                             | 4:25     |  |

| Deluxe Edition (DVD) |                                                                      |          |  |
| N.º                  | Título                                                               | Duración |  |
| 1.                   | «Cannabis (Todos Sus Videoclips)»                                    |          |  |
| 2.                   | «No Te Pares (Todos Sus Videoclips)»                                 |          |  |
| 3.                   | «Paramilitar (Todos Sus Videoclips)»                                 |          |  |
| 4.                   | «Juan Sin Tierra (Todos Sus Videoclips)»                             |          |  |
| 5.                   | «España Va Bien (Todos Sus Videoclips)»                              |          |  |
| 6.                   | «Planeta Eskoria (Todos Sus Videoclips)»                             |          |  |
| 7.                   | «Derecho De Admisión (Todos Sus Videoclips)»                         |          |  |
| 8.                   | «Consumo Gusto (Todos Sus Videoclips)»                               |          |  |
| 9.                   | «Niño Soldado (Todos Sus Videoclips)»                                |          |  |
| 10.                  | «Mis Colegas (Todos Sus Videoclips)»                                 |          |  |
| 11.                  | «Welcome To Hell (Todos Sus Videoclips)»                             |          |  |
| 12.                  | «Vándalo (Todos Sus Videoclips)»                                     |          |  |
| 13.                  | «Crimen Sollicitatión (Todos Sus Videoclips)»                        |          |  |
| 14.                  | «Derecho De Admisión (Concierto 'Fête De L'Humanite' 2001)»          |          |  |
| 15.                  | «Ñapa Es (Concierto 'Fête De L'Humanite' 2001)»                      |          |  |
| 16.                  | «A La Mierda (Concierto 'Fête De L'Humanite' 2001)»                  |          |  |
| 17.                  | «Naval Xixón (Concierto 'Fête De L'Humanite' 2001)»                  |          |  |
| 18.                  | «Romero El Madero (Concierto 'Fête De L'Humanite' 2001)»             |          |  |
| 19.                  | «Vergüenza (Concierto 'Fête De L'Humanite' 2001)»                    |          |  |
| 20.                  | «Cannabis (Concierto 'Fête De L'Humanite' 2001)»                     |          |  |
| 21.                  | «Mestizaje (Concierto 'Fête De L'Humanite' 2001)»                    |          |  |
| 22.                  | «Poder Pa'l Pueblo (Concierto 'Fête De L'Humanite' 2001)»            |          |  |
| 23.                  | «E.T.T.'s (Concierto 'Fête De L'Humanite' 2001)»                     |          |  |
| 24.                  | «Planeta Esoria (Concierto 'Fête De L'Humanite' 2001)»               |          |  |
| 25.                  | «Juan Sin Tierra (Concierto 'Fête De L'Humanite' 2001)»              |          |  |
| 26.                  | «Blitzkrieg Bop (The Ramones) (Concierto 'Fête De L'Humanite' 2001)» |          |  |
| 27.                  | «La Mosca Cojonera (Concierto 'Fête De L'Humanite' 2001)»            |          |  |
| 28.                  | «Circo Ibérico (Concierto 'Fête De L'Humanite' 2001)»                |          |  |
| 29.                  | «El Vals Del Obrero (Concierto 'Fête De L'Humanite' 2001)»           |          |  |

| Super Deluxe Edition (5CD+3DVD) |                                                                     |          |  |
| N.º                             | Título                                                              | Duración |  |
| 1.                              | «CD 1: El Vals del Obrero»                                          | 44:29    |  |
| 2.                              | «CD 2: Eurosis»                                                     | 48:20    |  |
| 3.                              | «CD 3: Planeta Eskoria»                                             | 57:19    |  |
| 4.                              | «CD 4: ¡¡Que corra la voz!!»                                        | 47:01    |  |
| 5.                              | «CD 5: Lágrimas y Gozos»                                            | 51:56    |  |
| 6.                              | «DVD 1: Seguimos En Pie»                                            | 60:00    |  |
| 7.                              | «DVD 2: Incontrolable»                                              | 63:56    |  |
| 8.                              | «DVD 3: Todos Sus Videoclips + Concierto 'Fête De L'Humanite' 2001» |          |  |

## Integrantes
- Pulpul - Voz primera y segunda guitarra
- F.J. Navio - Batería
- Pako - Batería
- Luismi - Batería
- Julitros - Bajo
- Joxemi - Guitarra primera
- Alberto J. Amado - Teclado
- Kogote - Teclado
- Pipi - Segunda voz y animador
- Albert Pérez - Trompeta
- Garikoitz Badiola - Trombón y tuba
- Marc Sumo - Saxofón tenor y barítono